# Agnes Smedley

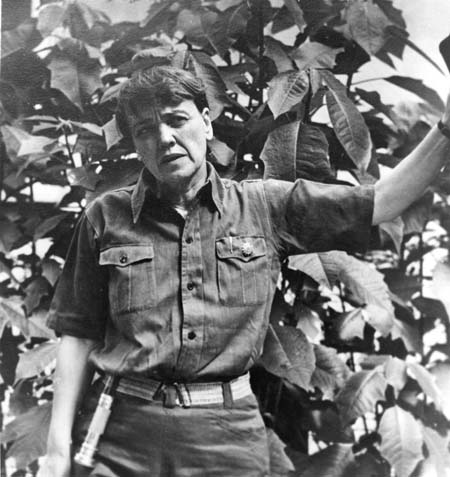
Agnes Smedley, c. 1939

Agnes Smedley (23 de febrero de 1892-6 de mayo de 1950) fue una periodista, escritora y feminista norteamericana.
Pasó una larga temporada en China, donde fue testigo directa de la Guerra civil que asoló al país. A lo largo de su carrera publicó para medios como el New York Call, Frankfurter Zeitung, Manchester Guardian, Modern Review, New Masses, Asia, New Republic, o Nation.

## Biografía
Nacida en 1892 en Osgood (Misuri). Desde tempranada edad entró en contacto con el mundo izquierdista. La dura vida de sus progenitores —su padre era minero y su madre era lavandera— tuvo una gran influencia en Smedley.
Durante la Primera Guerra Mundial hizo activismo a favor de la independencia de la India, por lo cual fue detenida en 1918 por oficiales de la Oficina de Inteligencia Naval aunque fue luego puesta en libertad. Se trasladó posteriormente a Alemania, donde conoció al comunista indio Virendranath Chattopadhyaya, con el cual llegó a residir. De la mano de Chattopadhyaya tomó parte en varias causas izquierdistas.
Considerada una mujer que se había «hecho a sí misma», Smedley también destacó como activista feminista. A finales de la década de 1920 se trasladó a China como corresponsal de un diario alemán. En 1929 publicó su obra autobiográfica Daughter of Earth, que tuvo muy buena acogida entre el público. Durante su etapa en Shanghái conoció al espía soviético Richard Sorge, al que prestó una crucial ayuda —por ejemplo Sorge, a través de Smedley, entró en contacto con el periodista japonés Hotsumi Ozaki—. En China ejerció como corresponsal del Frankfurter Zeitung y el Manchester Guardian, cubriendo numerosas cuestiones, incluyendo la guerra civil china. Según la autora Ruth Price, existirían evidencias de que Agnes Smedley habría realizado labores de espionaje para la Comintern y la Unión Soviética.
Falleció el 6 de mayo de 1950 en Oxford, víctima de una bronconeumonía.

## Obras
- Daughter of Earth (1929)
- Chinese Destinies (1933)
- China's Red Army Marches (1934)
- China Fights Back: An American Woman With the Eighth Route Army (1938)
- Battle Hymn of China (1943)
- The Great Road: The Life and Times of Chu Teh (1956)